# Osvaldo Canziani
Osvaldo F. Canziani (* 18. April 1923 in Buenos Aires; † 2015) war ein argentinischer Klimatologe.
Er arbeitete in Buenos Aires am „Instituto de Estudios e Investigaciones el Medio Ambiente“ (IEIMA; etwa: Institut für Umweltstudien und -forschung), forscht und lehrt an der päpstlichen katholischen Universität von Argentinien und war Mitglied der  Argentina Academy of Environmental Sciences.
Wegen seiner Forschungen wurde Canziani in den Weltklimarat IPCC berufen. Er war als Co-Chair der Arbeitsgruppe II „Impacts, Adaptation and Vulnerability“ in verantwortlicher Position bei der Erstellung sowohl des Dritten Sachstandsberichts als auch des Vierten Sachstandsberichts im Jahr 2007 beteiligt.